# Rot (brazilská hudební skupina)
Rot je brazilská grindcoreová kapela založená na počátku 90. let dvacátého století (rok 1990) ve městě São Paulo ve státě São Paulo.  V roce 2008 se rozpadla. Od roku 2012 je opět aktivní. V textech hrají důležitou roli sociální a politická témata. 
Debutové studiové album s názvem Cruel Face of Life  bylo vydáno v roce 1994 německým hudebním vydavatelstvím Morbid Records.
K únoru 2022 má kapela na svém kontě celkem šest dlouhohrajících alb a množství dalších nahrávek, zejména splitek.

## Diskografie
Dema
- Prisoner of My Fear (1991)
- Rehearsal (1992)
- Socially Conform (1996)

Studiová alba
- Cruel Face of Life (1994)
- Sociopathic Behaviour (1998)
- A Long Cold Stare (2002)
- Your Lie Is Gone - Your Day Has Come (2002)
- Modern Man Suicide (2013)
- Organic (2021)

EP
- Almighty God (1991)
- Drowned in Restrictions (1992)
- Fatality? (1996)
- Nowhere (2015)
- Worshipping Their Own Chains (2017)

Kompilační alba
- Old Dirty Grindcores (2002)
- Seeding the Absurd (2009)
- Old Dirty Grindcores (2016)

Live alba
- Live in Londrina (1995)
- Live at Cerveja Azul São Paulo - Aug 22 2004 (2004)